# Señorío de Amusco
El señorío de Amusco se refiere a Famusco, la actual localidad de Amusco en Palencia (España).

## Señores
- Rodrigo Manrique de Lara (m. después de 1248), I señor de Amusco. Fue hijo del conde Manrique Gómez de Manzanedo (m. 1204)[1][2][a] y de Toda Vélaz, y nieto paterno de Gómez González de Manzanedo y de Milia Pérez de Lara, hija del conde Pedro González de Lara y de su mujer Ava, viuda de García Ordóñez, conde de Nájera.[3][b] Casó con Sancha Pérez. Al final de sus días, fue fraile en la Orden de Santiago.
- Pedro Ruiz Manrique (m. después de 1276), hijo del anterior, fue II señor de Amusco, casado con Marina García de Villamayor, hija de Garci Fernández de Villamayor y Mayor Arias.
- Garci I Fernández Manrique de Lara (m. c. 1305), III señor de Amusco e hijo del anterior, y el primero en llamarse «García Fernández» en honor de su abuelo Garci Fernández de Villamayor. Se casó con Teresa de Zúñiga, una hija de Fortún Ortiz de Stunica, VI señor de Zúñiga, y de su esposa Teresa Gil de Rada.
- Pedro II Ruiz Manrique de Lara (m. 1323), IV señor de Amusco, hijo del anterior, contrajo matrimonio con Teresa de Sotomayor quien, después de enviudar, volvió a casar con Garcilaso I de la Vega.[5]
- Garci II Fernández Manrique de Lara (m. 12 de septiembre de 1362, víctima de la peste), hijo del anterior, fue el V señor de Amusco. Contrajo dos matrimonios; el primero con Urraca de Leyva de quien tuvo cuatro hijos, entre ellos Pedro y Diego que fueron los siguientes señores de Amusco, y el segundo con Teresa Vázquez de Toledo y Carrillo. De este último matrimonio nació Garci III Fernández Manrique de Lara de quien vienen los marqueses de Aguilar de Campoo,  condes de Castañeda.
- Pedro Ruiz Manrique de Lara y Leyva (m. 1381) hijo del anterior y de su primera mujer, Urraca de Leiva, hija de Juan Martínez de Leyva y Guiomar González. Fue VI señor de Amusco. Casó con Teresa de Cisneros pero no tuvo descendencia legítima, pero fuera de matrimonio, tuvo a Gómez Manrique de Lara, el I señor de Requena.
- Diego Gómez Manrique de Lara (m. 1385 en la Batalla de Aljubarrota) VII de Amusco, II señor de Treviño y Adelantado mayor de Castilla. Heredó los estados de su hermano mayor, el anterior señor de Amusco, quien murió sin descendencia legítima. Contrajo matrimonio con Juana de Mendoza llamada la Ricahembra quien después de enviudar volvió a casar con Alfonso Enríquez.
- Pedro Manrique de Lara y Mendoza (1381-21 de septiembre de 1440), VIII señor de Amusco, III señor de Treviño, y adelantado mayor de León. Fue  hijo del anterior y esposo de Leonor de Castilla y Alburquerque.[6]
- Diego Gómez Manrique de Lara y Castilla (m. 1458), hijo del anterior, fue IX señor de Amusco, y I conde de Treviño y primer esposo de María de Sandoval quien después de enviudar contrajo matrimonio con Diego López de Zúñiga.
- Pedro Manrique de Lara y Sandoval (1443-1515), hijo del anterior, fue X señor de Amusco, II conde de Treviño, y I duque de Nájera, casado con Guiomar de Castro.
- Antonio Manrique de Lara y Castro, hijo del anterior, fue XI señor de Amusco, III conde de Treviño y II duque de Nájera, casado con Juana Folch de Cardona y Enríquez.
- Juan Esteban Manrique de Lara y Cardona, hijo del anterior, fue XII señor de Amusco, IV conde de Treviño y III duque de Nájera, casado con Luisa de Acuña y Manuel, V condesa de Valencia de Don Juan.
- Juan Esteban Manrique de Lara Acuña y Manuel, hijo del anterior, fue XIII señor de Amusco, VI conde de Valencia de Don Juan, V conde de Treviño y IV duque de Nájera, casado con María Téllez-Girón y La Cueva.
- Luisa Manrique de Lara y Téllez-Girón, hija del anterior, fue XIV señora de Amusco, VIII condesa de Valencia de Don Juan, VII condesa de Treviño y V duquesa de Nájera, casada con Bernardino de Cárdenas y Portugal, IV marqués de Elche y III duque de Maqueda.
- Jorge de Cárdenas y Manrique de Lara, hijo de la anterior, fue XV señor de Amusco, IX conde de Valencia de Don Juan, VIII conde de Treviño, VI marqués de Elche, VI duque de Nájera y IV duque de Maqueda, casado con Isabel de La Cueva y Enríquez de Cabrera.
- Jaime Manuel Manrique de Cárdenas, hermano del anterior, fue XVI señor de Amusco, X conde de Valencia de Don Juan, IX conde de Treviño, I marqués de Belmonte de los Campos, VII marqués de Elche, VII duque de Nájera y V duque de Maqueda, casado con Inés María Manrique de Arellano.
- Francisco María Manrique de Cárdenas, hijo del anterior, fue XVII señor de Amusco, XI conde de Valencia de Don Juan, X conde de Treviño, II marqués de Belmonte de los Campos, VII marqués de Elche, VIII duque de Nájera y VI duque de Maqueda.
- Teresa Antonia Manrique de Lara y Mendoza, prima hermana del anterior, fue XVIII señora de Amusco, XII condesa de Valencia de Don Juan, XI condesa de Treviño, VIII marquesa de Elche, VII marquesa de Cañete, IX duquesa de Nájera y VII duquesa de Maqueda, casada con Fernando de Faro, V señor de Vimieiro, con Juan Antonio Suárez de Mendoza, III conde de Villardompardo y con Juan María Simón Tadeo Benito Antonio Luis Eusebio Donato de Borja y Aragón.
- Antonio Manrique de Lara Mendoza Velasco y Acuña, sobrino materno de la anterior, fue XIX señor de Amusco, XIII conde de Valencia de Don Juan, XII conde de Treviño, IV conde de la Revilla, IX marqués de Elche, VIII marqués de Cañete, X duque de Nájera y VIII duque de Maqueda, casado con Isabel de Carvajal y con María Micaela de Tejada Mendoza y Borja.
- Francisco Miguel Manrique de Velasco, hijo del anterior, fue XX señor de Amusco, XV conde de Treviño, XIV conde de Valencia de Don Juan, V conde de la Revilla, X marqués de Elche, IX marqués de Cañete, XI duque de Nájera y IX duque de Maqueda.
- Nicolasa Manrique de Mendoza, hermana del anterior, fue XXI señora de Amusco, XVI condesa de Treviño, XV condesa de Valencia de Don Juan, VI condesa de la Revilla, XI marquesa de Elche, X marquesa de Cañete, XII duquesa de Nájera y X duquesa de Maqueda, casada con Beltrán Manuel Vélez de Guevara y Vélez de Guevara.
- Ana Manuela Sinforosa Manrique de Guevara y Velasco, hija de la anterior, fue XXII señora de Amusco, XVII condesa de Treviño, XVI condesa de Valencia de Don Juan, VII condesa de la Revilla, XII marquesa de Elche, XI marquesa de Cañete, XIII duquesa de Nájera y XI duquesa de Maqueda, casada con Pedro de Zúñiga, con José de Moscoso Osorio y con Gaspar Portocarrero y Hurtado de Mendoza-Moscoso, VI conde de Palma del Río y VI marqués de Almenara.
- Joaquín María Portocarrero y Manrique de Guevara, hijo de la anterior, fue XXIII señor de Amusco, XVIII conde de Treviño, XVII conde de Valencia de Don Juan, VIII conde de la Revilla, VII conde de Palma del Río, XIII marqués de Elche, XII marqués de Cañete, VII marqués de Almenara, XIV duque de Nájera y XII duque de Maqueda.